# Cú lợn đỏ Madagascar
Cú lợn đỏ Madagascar (danh pháp hai phần: Tyto soumagnei) là một loài chim thuộc họ Cú lợn (Tytonidae). Cú lợn đỏ Madagascar là loài định cư hiếm ở Madagascar và gần như chưa phát hiện ra nó vào năm 1878 cho đến khi phát hiện lại vào năm bởi các nhà nghiên cứu từ Quỹ bảo vệ thiên nhiên vào năm 1993. Nó được liệt kê như là dễ bị tổn thương vì mất nơi sống, nhưng thông tin đang thiếu và nó có thể có một phạm vi rộng hơn so với so với mức người ta tin. Phạm vi phân bố của nó có thể bị bỏ qua vì sự tương đồng loài cú lợn lưng xám có mối liên hệ chặt chẽ.
Loài cú lợn đỏ Madagascar giống với cú lợn lưng xám phân bố toàn cầu nhưng nhỏ hơn (27–30 cm) và có bộ lông màu cam phong phú với các đốm đen. Nó sinh sống ở vùng rừng thường xanh ẩm ướt ở phía đông đảo, được tìm thấy ở rừng nguyên sinh và ở rừng thứ sinh xáo trộn. Nó ăn các loài động vật có vú như Tenrecidae và Eliurus.